# 志氣
《志氣》（英語：Step Back to Glory）是一部2013年的台灣電影，講述景美女中拔河隊奪得世界冠軍的歷程，由郭書瑤、莊凱勛、楊千霈主演，改編自景美女中拔河隊贏得世界冠軍的過程。在景美女中奪冠前，以往都是由巴斯克隊奪冠，劇組還砸下百萬請來巴斯克隊來臺演出冠軍賽。電影票房盈餘將捐贈5%做為景美女中拔河隊為臺灣前進2013年世界運動會基金。

## 演員陣容

### 角色列表
主要人物
| 演員   | 角色   | 角色介紹                                                       |
| 郭書瑤 | 李春英 | 鄉下女孩，拔河隊一員。                                         |
| 莊凱勛 | 郭教練 | 北女拔河隊教練，雖然嗓門大又嚴格，但認真負責並對勝利相當執著。 |
| 楊千霈 | 吳老師 | 北女拔河隊負責老師。                                           |

相關人物
| 演員   | 角色       | 角色介紹                                                                                               |
| 白明華 | 李阿嬤     | 李春英的阿嬤。                                                                                         |
| 小戽斗 | 阿添伯     | 春英老家的歐吉桑，曾熱心地幫忙載春英跟阿嬤到追分車站。                                                 |
| 高玉珊 | 福利社阿姨 | 負責替拔河隊料理伙食。                                                                                 |
| 蹦蹦哥 | 阿蹦       | 阿姨的兒子，和媽媽同於福利社工作，長相神似外勞。                                                       |
| 許翠雪 | 汪莉敏     | 春英同班同學，因綺華的關係與拔河隊結下心結，處處針對。                                                 |
| 昆凌   | 張若希     | 北女儀隊隊長，曾在福利社替春英三人出頭，也能在春英低潮時適時地鼓勵她。                                 |
| 孟庭麗 | 冠平媽     | 為了生計而兼職兩份工作，家中經濟一肩扛。                                                               |
| 陳慕義 | 冠平爸     | 好吃懶作，不務正業，愛喝酒，曾看不起拔河隊的女兒，後來得知女兒及拔河隊比賽贏了，並與女兒及拔河隊和好。 |
| 陳幼芳 | 蔡美麗     | 臺北女中校務主任，在會議上提議刪減拔河隊預算。                                                         |
| 于美人 | 林寶華     | 臺北女中校長，支持及認同學校的拔河隊。                                                                 |
| 高盟傑 | 陳教練     | 宜蘭高中拔河隊教練，亦正亦邪，與郭教練亦敵亦友，最後被臺北女中拔河隊洗臉。                             |
| 林思   | 巴桑       | 宜蘭高中拔河隊長，北女移地訓練時，曾率隊與之進行友誼賽。與夏安為情侶。                                 |

臺北女中拔河隊
- 除了飾演夏安的戴嘉雯以外，其他演出者皆為前景美女中拔河隊成員。

| 演員            | 角色   | 角色介紹 |
| 張娣禎          | 王綺華 | 與春英皆為新進的體保生。因大腿粗而參加拔河隊                                                                        |
| 卓芝涵          | 黃玉嬌 | 與春英皆為新進的體保生。因姐姐同為拔河隊而參加。                                                                    |
| 戴嘉雯          | 夏安   | 春英的學姊，在隊形中排第一位「前鋒」。與宜中隊長巴桑為情侶。 後因腰椎薦骨挫傷，需長時間休養，而失去出國參賽的機會。 |
| 阿摩斯‧塔那彼瑪 | 阿摩斯 | 外表最man的學姊，因原住民身分被夏安虧想吃山猪肉找她。                                                               |
| 郭安婕          | 丁捷安 | 拔河隊功課最好的學姊。                                                                                              |
| 王孜沄          | 李冠平 | 拔河隊學姊，曾被酗酒父親家暴。因手傷被教練移除中華盃選手名單，由春英替補上陣。                                      |
| 胡庭熒          | 陳美玲 | 隊上份量最足的學姊，在隊形中為殿後的「後衛」。專盯春英，被春英戲稱為「陳米漿（臺語諧音同美玲）」。                  |
| 田嘉蓉          | 秦佳祐 | 比賽時手流血了，但還是堅持不退場                                                                                    |
| 俞亞均          | 張靜亞 | 是春英最要好的學姐                                                                                                  |

## 電影歌曲

### 片尾曲
- 〈讓我愛上我〉[5]，演唱：鄧福如，作詞：阿怪，作曲：何官錠、鄧福如，編曲：蔡庭貴，製作人：何官錠

## 拍攝場景
- 景美女中禮堂
- 追分車站
- 宜蘭高中育德堂
- 逢甲大學體育館
- 高美濕地
- 大肚山公路
- 同一地點合景：
  - 台2線116公里處
  - 宜蘭線石城段

京華城
此外，臺中市政府也給予該片相關拍攝支援。

## 國名問題
電影中出現了幾個和國家名稱及國旗有關的爭議。其中最嚴重的問題，就是當畫面文字出現義大利隊時，放的卻是泰國的國旗。
另外像是因國家主權問題，電影中和現實其它國際體育賽事一樣，不使用「中華民國」或「臺灣」作為隊名，而是使用中華臺北的旗幟及隊伍名稱。
巴斯克為西班牙的一個自治區，因為語言和文化與西班牙及周邊國家迥異，而在爭取獨立中。巴斯克目前仍不是一個主權獨立的國家。

## 獎項
| 主辦單位     | 獎項       | 受獎者 | 階段／結果 |
| ------------ | ---------- | ------ | ---------- |
| 第50屆金馬獎 | 最佳新演員 | 郭書瑤 | 獲獎       |

## 外部連結
- 《志氣》的Facebook專頁
- Yahoo奇摩電影上《志氣》的資料（繁體中文）
- MSN娛樂上《志氣》的資料（繁體中文）

- 開眼電影網上《志氣》的資料（繁體中文）
- 豆瓣电影上《志氣》的資料 （简体中文）
- 时光网上《志氣》的資料（简体中文）
- AllMovie上《志氣》的资料（英文）
- 香港影庫上《志氣》的資料（繁體中文）
- 互联网电影数据库（IMDb）上《志氣》的资料（英文）